# Offensive de Deraa (2018)
Ne doit pas être confondu avec Manifestations de Deraa, Bataille de Deraa ou Offensive de Deraa (2021).
Guerre civile syrienne
Batailles
L'offensive de Deraa a lieu lors de la guerre civile syrienne. Elle débute le 19 juin 2018, lorsque l'armée arabe syrienne et ses alliés rompent l'accord de cessez-le-feu conclu en juillet 2017, et lancent une vaste opération visant à reprendre le contrôle du gouvernorat de Deraa et du gouvernorat de Kuneitra, dans le sud de la Syrie. La première phase de l'offensive oppose les troupes loyalistes aux forces rebelles du Front du Sud, affilié à l'Armée syrienne libre. Après deux semaines de combats à leur désavantage, les rebelles acceptent de conclure un accord de « réconciliation » avec le régime le 6 juillet, dans lequel ils s'engagent à remettre leurs armes lourdes et moyennes et à ne pas s'opposer au retour des institutions étatiques en échange d'un cessez-le-feu, d'une amnistie et d'un retour des réfugiés dans leurs villages. L'armée syrienne entre alors dans les quartiers rebelles de Deraa le 12 juillet, puis dans la ville de Kuneitra le 26 juillet. La deuxième phase de l'offensive débute alors lorsque l'armée syrienne, épaulées par les ex-rebelles, tourne ses forces contre la poche tenue par l'Armée Khalid ibn al-Walid, affiliée à l'État islamique, dans le sud-ouest du gouvernorat de Deraa. Les combats s'achèvent le 2 août 2018 par la victoire décisive des troupes du régime qui reprennent entièrement le contrôle des gouvernorats de Deraa, Kuneitra et Soueïda.
L'offensive loyaliste est menée sans rencontrer d'opposition de la part des États-Unis, de la Jordanie et d'Israël, qui ne réagissent pas alors qu'ils avaient auparavant apporté leur soutien au Front du Sud. Seuls quelques incidents éclatent dans le plateau du Golan, tenu par l'armée israélienne, qui cherche à s'opposer à la présence de l'Iran et de ses milices dans la région.

## Prélude

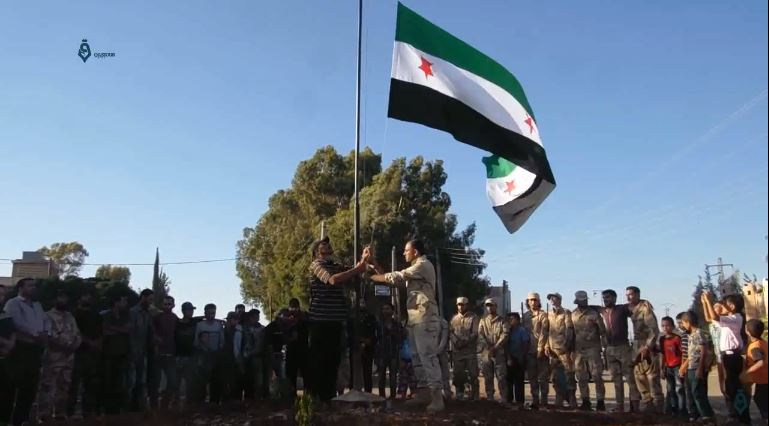
Des rebelles du Front du Sud, près de Deraa, le 22 février 2017.

En mai 2018, après la victoire des troupes du régime syrien et de ses alliés lors de la bataille de la Ghouta orientale, les rebelles ne contrôlent alors plus que trois zones en Syrie : au nord-ouest, les régions d'Idleb, Afrine et al-Bab ; au sud-ouest, la moitié de la ville et du gouvernorat de Deraa ; et au sud, près de la frontière avec l'Irak et la Jordanie, la petite poche d'al-Tanaf.
Depuis le 9 juillet 2017, un cessez-le-feu entre loyalistes et rebelles est en vigueur dans le sud de la Syrie après avoir été négocié par la Russie, les États-Unis et la Jordanie,,. La région de Deraa, ainsi que celle de Kuneitra et une partie de celle de Soueïda, forment alors une des quatre « zones de désescalade » instaurées en Syrie et elle est celle où le cessez-le-feu a été le mieux respecté depuis sa mise en vigueur,. Mais en juillet 2017, peu après la conclusion de l'accord de « désescalade », les États-Unis annoncent la fin de leur soutien financier et militaire à la rébellion et au Front du Sud,,,,. Le cessez-le-feu manque aussi de céder en mars 2018, lorsque des formations rebelles annoncent leur intention de reprendre l'offensive pour soulager les forces engagées dans la bataille de la Ghouta orientale, mais elles en sont finalement dissuadées par les États-Unis qui leur signifient qu'ils ne seraient plus ainsi en mesure de les défendre,. Mais malgré cette trêve, Bachar el-Assad annonce à plusieurs reprises son intention de reconquérir l'ensemble du territoire syrien. L'enjeu de Deraa est également symbolique, car c'est dans cette ville que la guerre civile syrienne a débuté en 2011.
En novembre 2017, les États-Unis, la Russie et la Jordanie avaient également négocié l'instauration d'une zone tampon, large de 5 à 20 kilomètres, aux abords des frontières israéliennes, et vide de toute présence iranienne,. Cependant l'accord n'avait pas respecté par les Iraniens et les Syriens,. Depuis longtemps Israël s'oppose à une présence de l'Iran, ou des milices chiites qui lui sont affiliées, dans le sud de la Syrie, près de ses frontières,. Au cours de l'année 2018, les incidents se multiplient. Ainsi dans la nuit du 9 au 10 mai 2018, en représailles à des tirs de roquettes effectués par le Corps des Gardiens de la révolution islamique contre le plateau du Golan, Israël mène des frappes aériennes d'une ampleur sans précédent contre des cibles iraniennes en Syrie,. Le 17 mai, une semaine après avoir accueilli Benyamin Netanyahou, Vladimir Poutine reçoit Bachar el-Assad à Sotchi,. Le président russe déclare alors qu'« avec le début du processus politique dans sa phase la plus active, les forces armées étrangères vont se retirer du territoire syrien »,. Mais le 21 mai, Bahram Qassemi, le porte-parole du ministère iranien des Affaires étrangères, affirme que « tant que le terrorisme existera et que le gouvernement syrien le voudra, l’Iran aura une présence [en Syrie]. [...] Personne ne peut forcer l’Iran à faire quoi que ce soit ». Le 23 mai, le vice-ministre syrien des Affaires étrangères Fayçal Mokdad annonce qu'un départ de l'armée iranienne de Syrie n'est « pas à l'ordre du jour ». Mais le 28 mai, Sergueï Lavrov, le ministre russe des Affaires étrangères, déclare que « la seule présence militaire qui devrait être admise dans le Sud, près de la Jordanie et d'Israël, est celle de l'armée gouvernementale syrienne », en précisant cependant que « bien sûr, le retrait de toutes les forces non syriennes doit être mené sur la base d'un accord mutuel »,,,. Le 2 juin, Ali Shamkhani, le secrétaire du Conseil suprême de sécurité nationale, affirme qu'aucun conseiller militaire iranien ne se trouve dans le sud de la Syrie. La Russie aurait alors convaincu l'Iran de se tenir à l'écart de l'offensive de Deraa, afin d'éviter tout incident avec les Israéliens,,,. Selon Le Monde, . 
Les tractations se poursuivent également entre Russes, Américains, Israéliens et Jordaniens,. Le comité de réconciliation de Deraa, qui regroupe des personnalités locales influentes, négocie aussi avec le régime. Mais fin mai et début juin, douze membres de ce comité sont assassinés par des hommes armés. 
Dès avril 2018, les rebelles s'attendent à subir une offensive. Le gouvernorat de Deraa est alors contrôlé à 70 % par la rébellion, tandis que la ville de Deraa est tenue au sud par les rebelles et au nord par les loyalistes. Fin mai, l'armée syrienne achève ses préparatifs,. Le 25 mai, l'aviation syrienne largue des tracts au-dessus de la région de Deraa sur certains desquels figurent des photos de cadavres de rebelles avec cet avertissement : « Ceci est la fin inéluctable de toute personne qui insiste à continuer de porter les armes »,. En réaction, dans la soirée, le Département d'État des États-Unis menace le régime syrien de prendre des « mesures fermes et appropriées » en cas de violations du cessez-le-feu par ses troupes.
Le 1er juin, la Russie appelle les États-Unis et la Jordanie à une réunion tripartite pour discuter d'un éventuel règlement négocié. Cependant le lendemain, Walid al-Mouallem, le ministre syrien des Affaires étrangères, exclut tout accord concernant le Sud avec les Américains tant que ces derniers restent présents dans la région d'al-Tanaf, au sud-est de la Syrie, près de la frontière avec l'Irak et la Jordanie. Le 13 juin, le président syrien Bachar el-Assad menace de passer à l'offensive à Deraa en cas d'échec des négociations ; il déclare alors à la chaîne iranienne Al Alam News : « Nous donnons une chance au processus politique. Si cela ne réussit pas, nous n'avons pas d'autre choix que de le libérer par la force »,. Le Département d'État des États-Unis réagit alors à ces déclarations et prévient une nouvelle fois dans un communiqué : « Nous affirmons à nouveau que les Etats-Unis prendront des mesures fermes et appropriées en réponse aux violations du gouvernement syrien dans ce secteur. Le cessez-le-feu doit continuer à être appliqué et respecté ».
Le 15 juin, au moins six civils, dont deux enfants, sont tués par des tirs d'artillerie et de roquettes loyalistes à Kafr Chams et al-Harah selon l'Observatoire syrien des droits de l'homme (OSDH) qui affirme qu'il s'agit alors du bilan le plus élevé dans la région depuis l'instauration du cessez-le-feu de juillet 2017,.

## Forces en présence
Du côté loyaliste, 40 000 soldats participent à l'offensive et sont soutenus par l'aviation russe. Le général Souheil al-Hassan prend part aux opérations à la tête de ses Forces du Tigre,. La 4e division blindée est aussi engagée. Malgré l'accord russo-israélien, des milices chiites prennent part aux opérations,. La milice irakienne chiite Liwa Zulfikar annonce sa participation à l'offensive,, de même qu'une autre milice pro-iranienne, la Brigade Abou al-Fadl al-Abbas, intégrée officiellement à la Garde républicaine syrienne, ainsi que des membres du Hezbollah, de la Division des Fatimides et du Liwa Zainebiyoun, parfois vêtus de tenues de l'armée syrienne. Selon l'Observatoire syrien des droits de l'homme (OSDH), environ 500 combattants du Hezbollah et des conseillers iraniens sont toujours présents dans le sud de la Syrie au début de l'offensive.
Dans le gouvernorat de Deraa, l'opposition armée est représentée en grande majorité par le Front du Sud, affilié à l'Armée syrienne libre, qui rassemble environ 20 000 à 30 000 combattants,,,,. Fondé en 2015, le Front du Sud rassemble une cinquantaine de groupes mais son unité s'est progressivement effritée avec le temps et il ne dispose pas d'un réel commandement unique. Ses deux factions les plus importantes sont alors Jaych al-Thawra (en) et Jeunesse sunnite. En raison de son caractère modéré, le Front du Sud a également bénéficié d'aides de la part des États-Unis, de la Jordanie et d'Israël, et plus de la moitié de ses combattants ont reçu une formation militaire de la part des Américains et des Jordaniens. En dehors de l'Armée syrienne libre, Ahrar al-Cham et quelques centaines de combattants de Hayat Tahrir al-Cham sont également présents dans la région de Deraa.
Les djihadistes de l'État islamique tiennent également une poche dans le sud-ouest du gouvernorat de Deraa depuis l'allégeance de l'Armée Khalid ibn al-Walid en 2016,. Cette formation, en conflit avec les rebelles, rassemble environ un millier de combattants,,.

## Déroulement

### Début de l'offensive loyaliste

Situation dans le gouvernorat de Deraa avant le début de l'offensive :
Territoire contrôlé par le gouvernement syrien et ses alliés
Zone contrôlée par les rebelles
Territoire contrôlé par l'État islamique
Territoire contrôlé par Israël
Territoire jordanien

Le 19 juin, l'aviation loyaliste syrienne bombarde des positions rebelles à al-Massika. Le même jour, pour la première fois depuis l'été 2015, les rebelles tirent des roquettes sur la ville de Soueïda, mais sans faire de victimes,. Les bombardements et les tirs d'artillerie s'intensifient alors et selon l'Observatoire syrien des droits de l'homme (OSDH) du 19 au 21 juin au moins 12 000 civils commencent à quitter les régions rebelles au nord-est de Deraa pour prendre la fuite vers la frontière jordanienne. En 72 heures, au moins 14 civils et six rebelles sont tués selon l'OSDH. Le 21 juin, les rebelles tirent à nouveau des roquettes sur Soueïda en représailles aux bombardements loyalistes, causant cette fois la mort de deux civils selon l'agence Sana.

### Premières réactions internationales
Le 22 juin, l'ONU, les États-Unis et l'Union européenne dénoncent la violation du cessez-le-feu par l'armée syrienne et appellent à l'arrêt des combats. Selon l'ONU, 750 000 civils vivent dans les zones rebelles et sont mis en danger par les opérations du régime et de la Russie,. Dans un communiqué, le Secrétaire général des Nations unies Antonio Guterres « appelle à un arrêt immédiat de l'escalade militaire actuelle et exhorte toutes les parties prenantes à respecter leurs obligations » internationales « dont la protection des civils et des infrastructures civiles ». De son côté Nikki Haley, l'ambassadrice américaine auprès des Nations unies déclare : « Les violations du régime syrien du cessez-le-feu dans le sud-ouest de la Syrie doivent s'arrêter. [...] Nous nous attendons à ce que la Russie fasse sa part pour faire respecter et assurer l'application du cessez-le-feu qu'elle a contribué à établir ».
Cependant le 23 juin, les États-Unis font volte-face et annoncent aux rebelles du Front du Sud qu'ils ne doivent pas s'attendre à un soutien militaire américain,,,. Dans une note transmise à Amman, l'ambassade des États-Unis s'adresse aux commandants rebelles en ces termes : « Vous ne devez pas fonder vos décisions sur l'hypothèse ou sur l’attente d’une intervention militaire américaine. À vous de vous décider en fonction de la manière dont vous évaluez vos intérêts et les intérêts de vos familles. Cette évaluation et cette décision appartiennent à vous seuls »,. Le même jour, dans la soirée, la Russie mène des frappes aériennes dans la région de Deraa pour la première fois depuis l'instauration du cessez-le-feu en 2017,. Le comportement des Américains est dénoncé par Maan Abdul Salam, le coordinateur politique du Front du Sud, qui déclare au journal Le Monde : « Les Américains sont malades. Ils disent une chose en public et, en privé, ils disent le contraire. C’est tellement puéril. Les rebelles vont à la mort. Que les Américains l’assument à haute voix, au lieu de prétendre qu’ils les protègent ! ». Fin juin, Nasser al-Hariri, le président du Comité de négociation de l'opposition syrienne, lui-même originaire de Deraa, dénonce pour sa part le « silence américain » après le début de l'offensive.
Le 27 juin, Jonathan Cohen, l'ambassadeur adjoint des États-Unis à l'ONU, déclare que « Les États-Unis peuvent confirmer que la Russie a mené ces derniers jours des raids dans la zone de désescalade dans le sud-ouest ». Les États-Unis, la France et le Royaume-Uni appellent alors la Russie à « tenir ses engagements » et à respecter le cessez-le-feu.
Le 28 juin, Jan Egeland, le chef du groupe de travail humanitaire de l'ONU sur la Syrie, annonce qu'en raison des combats, les Nations unies ont dû suspendre leurs convois humanitaires transfrontaliers depuis la Jordanie vers la province de Deraa : « Les combats ont été si intenses qu'il n'y a pas d'accord suffisant pour garantir un passage sûr pour les convois »,. Il exhorte également la Jordanie « à laisser les frontières ouvertes ». Mais la frontière demeure fermée ; la Jordanie héberge déjà des centaines de milliers réfugiés syriens — 650 000 selon l'ONU, 1,3 million selon Amman, — et affirme ne pas avoir les moyens d'accueillir une nouvelle vague de réfugiés,,. Amnesty International déclare alors qu'en abandonnant « des personnes qui fuient la guerre, dans une situation de vie ou de mort », Amman « viole ses engagements internationaux ». Le 3 juillet, le Haut-Commissariat des Nations unies aux droits de l'homme (HCR) exhorte à nouveau la Jordanie à ouvrir sa frontière aux réfugiés, mais sans succès,.
Le 29 juin, la Turquie condamne l'offensive loyaliste sur Deraa. Le porte-parole du ministère des Affaires étrangères, Hami Aksoy, dénonce les « assauts inhumains du régime » et affirme qu'ils sont « en train de saper les efforts déployés (...) en vue de réduire les violences sur le terrain et de trouver une solution politique à la crise ».
Le même jour, l'armée israélienne annonce dans un communiqué avoir envoyé des tonnes de produits alimentaires pour les réfugiés syriens : « Des dizaines de milliers de civils syriens fuyant les hostilités vivent dans des conditions misérables dans des camps proches de la frontière avec Israël. (...) Nous avons offert une aide humanitaire à ces camps installés dans le Golan syrien, tout en poursuivant notre politique de non-intervention dans le conflit syrien »,,. Le Premier ministre israélien Benjamin Netanyahu déclare cependant le 1er juillet : « Nous continuerons à défendre nos frontières, à offrir une aide humanitaire tant que nous pourrons, mais nous n'autoriserons pas d'entrées sur notre territoire ». Cependant Israël ne riposte pas, malgré la participation discrète de forces pro-iraniennes à l'offensive. Selon Foreign Policy, pour contrer les milices chiites pro-iraniennes et l'État islamique, Israël avait secrètement armé et financé au moins douze groupes rebelles dans le sud de la Syrie : « les paiements et les services fournis par Israël ont poussé les rebelles à croire que l'Etat hébreu allait intervenir si les troupes loyales au président syrien Bachar el-Assad tentaient d'avancer dans le sud de la Syrie. Lorsque le régime a fait exactement cela [...] avec le soutien de l'aviation militaire russe, Israël n'est pas intervenu, laissant les groupes rebelles se sentir trahis »,.
La Jordanie ne s'oppose également pas à une reconquête du sud de la Syrie par le régime de Damas et donne notamment son feu vert à la réoccupation du poste-frontière de Nassib par l'armée syrienne, qui permettrait de rouvrir une voie commerciale majeure entre Amman et Damas,,,. Selon Le Monde : « Le pillage de la zone franche et du terminal, consécutif à leur conquête par les rebelles au printemps 2015, avait incité la monarchie hachémite à fermer sa partie de la frontière, coupant net ces flux économiques bénéfiques à toute la région. Après l’entrée en vigueur, en juillet 2017, d’un accord de « désescalade » dans la région de Deraa, parrainé par les Etats-Unis, la Russie et la Jordanie, des rumeurs de réouverture avaient fleuri dans les médias arabes. Mais les tractations en ce sens n’avaient pas débouché, Amman soumettant la remise en service de Nassib au redéploiement de l’armée syrienne sur le site, une exigence rejetée par les rebelles ». Pour l'éditorialiste syrien Sobhi Hadidi, du Alquds Alarabi publié à Londres : « Malgré toutes leurs divergences, le consensus est d’en finir avec l’affaire syrienne en la confiant au Kremlin ».

### Poursuite de l'offensive au nord-est de Deraa et capitulation des rebelles

Évolution dans le gouvernorat de Deraa entre le 19 juin et le 20 juillet 2018 :
Territoire contrôlé par le gouvernement syrien et ses alliés
Zone contrôlée par les rebelles
Territoire contrôlé par l'État islamique
Territoire contrôlé par Israël
Territoire jordanien

Évolution dans le gouvernorat de Deraa, à partir du 19 juin 2018 :
Territoire contrôlé par le gouvernement syrien et ses alliés
Territoire contrôlé par l'Armée syrienne libre
Territoire contrôlé par Hayat Tahrir al-Cham
Territoire contrôlé par l'État islamique

Le 23 juin, l'armée syrienne commence à gagner du terrain et s'empare des villages d'al-Boustane et d'al-Choumariya, au nord-est de Deraa. Les premiers combats au sol se concentrent dans la localité de Bousra al-Harir, au nord-est de Deraa. Bousra al-Harir est prise par les loyalistes le 26 juin, ainsi que la localité de Mlihat al-Atch et plusieurs villages de la région de Lajat,,,.
Le 24 juin, l'hôpital de la petite ville d'al-Herak (en) est touché et cinq personnes sont tuées par un raid aérien imputé à l'aviation russe par l'OSDH. Dans la nuit du 24 au 25 juin, 55 missiles sol-sol s'abattent sur les quartiers rebelles de la ville de Deraa. Le matin du 25 juin, pour la première fois depuis un an, des hélicoptères loyalistes larguent des barils d'explosifs au-dessus de la ville de Deraa,.
Le 26 juin, les médias officiels du régime syrien annoncent officiellement le début de l'offensive dans le gouvernorat de Deraa,. Des combats au sol éclatent également à l'intérieur de la ville de Deraa.
Le 27 juin, les hôpitaux de Saida, Al-Mseifra et Al-Jiza sont bombardés, endommagés, et mis hors de service,,. À cette date, cinq hôpitaux du gouvernorat de Deraa ont été mis hors de service depuis le début de l'offensive loyaliste,. Le 28 juin, au moins 25 civils trouvent la mort dans les bombardements selon l'OSDH ; 17 civils réfugiés dans un sous-sol, dont cinq enfants, sont notamment tués par un raid russe contre la localité d'al-Mseifra,.
Des négociations s'ouvrent alors entre la Russie et certains groupes rebelles pour mettre en place des accords dits de « réconciliation »,,,. Les 27 et 28 juin, trois localités rebelles acceptent de repasser sous le contrôle gouvernemental et de remettre leurs armes lourdes selon l'agence Sana,. Le 30 juin, huit autres localités au nord et à l'est de Deraa, dont Daël, Al-Karak, Ibtaa, Al-Gharia orientale, Al-Gharia occidentale, Taloul Khleif et Tel al-Cheikh Hussein, acceptent à leur tour un « accord de réconciliation » et repassent sous le contrôle du régime syrien,,. Certains rebelles refusent cependant de déposer les armes : ainsi le 29 juin, le maire d'al-Karak, impliqué dans l’accord local de « réconciliation », est assassiné avec cinq membres de sa famille et le Bureau de documentation des martyrs de Deraa recense alors sept autres cas d'assassinat visant des partisans d'un rapprochement avec Damas. Mais le 1er juillet, le régime contrôle plus de la moitié du gouvernorat de Deraa, contre 30 % au début de l'offensive.
Le 30 juin, un comité civil et militaire rebelle composé de six membres rencontre des négociateurs russes dans la région de Soueïda pour tenter de trouver un accord de paix dans la région de Deraa. Mais le jour même, elle annonce l'échec des négociations en dénonçant une « exigence humiliante de reddition » de la part des Russes,. Les Russes demandent alors aux rebelles la remise des armes lourdes et moyennes et le retour des institutions étatiques à Deraa en contrepartie d'une amnistie des combattants rebelles et d'un retour des familles déplacées dans leurs localités, sous la protection de la police militaire russe,,. Les négociations reprennent cependant le lendemain dans la localité de Bosra — ou Bousra al-Cham — tenue par les rebelles, avec cette fois la médiation de la Jordanie. Mais la question des négociations divise profondément les rebelles et certains d'entre-eux refusent d'y prendre part. Le 1er juillet, cinq autres localités, dont Bosra, tenue par Jeunesse sunnite, l'un des plus importants groupes du Front du Sud, se rendent à leur tour au régime, ce qui vaut à Ahmed al-Awda, le chef de Chabab al-Sunna, des accusations de « trahison » de la part de nombreux autres rebelles,.
Cependant le 4 juillet, les rebelles annoncent une nouvelle fois l'« échec » des négociations. Le porte-parole de la délégation rebelle, Ibrahim al-Jabbawi, et le porte-parole de l'Armée syrienne libre, Abou Chaïma, affirment alors que les discussions ont échoué à cause de la question des armes lourdes, que les rebelles refusent de remettre en une seule fois aux loyalistes ; ils souhaitent alors négocier un abandon progressif des armes lourdes,. Après quatre jours de pause dans les combats, les bombardements loyalistes reprennent alors dans la soirée. Dans la nuit du 4 au 5 juillet, le gouvernorat de Deraa est la cible de frappes d'une intensité sans précédent depuis le début de l'offensive. Selon l'OSDH, 870 frappes aériennes et 1 400 tirs d'artillerie sont effectués en 22 heures. Sous pression, les rebelles reprennent les pourparlers le 5 juillet.
Le 6 juillet, un accord est conclu entre les rebelles et les émissaires russes pour instaurer un cessez-le-feu dans le gouvernorat de Deraa,,. Le même jour, l'armée syrienne reprend sans combattre le point de passage de Nassib, à la frontière avec la Jordanie,,,,. Les rebelles acceptent finalement de remettre leurs armes lourdes et confirment dans un communiqué l'existence d'un accord « pour épargner le sang du Sud ». À ce moment, 70 % du gouvernorat de Deraa est alors contrôlé par les loyalistes. Le soir du 6 juillet, des milliers de déplacés commencent à regagner leurs villages.

### Prise de la ville de Deraa par les loyalistes

Situation à Deraa le 9 juillet 2018 :
Territoire contrôlé par le régime syrien et ses alliés
Territoire contrôlé par les rebelles

Le 9 juillet, la ville de Deraa est entièrement encerclée par les loyalistes,. Le 10 juillet, les forces de l'Armée syrienne libre à Deraa transmettent leurs exigences aux émissaires russes : en échange d'un cessez-le-feu, elles demandent la suspension de l'offensive contre la ville de Deraa et le libre passage vers les zones du nord de la Syrie contrôlées par l'opposition, près de la frontière turque. Le 12 juillet, un convoi d'officiers de l'armée syrienne et des membres de la police militaire russe entrent sans rencontrer de résistance dans les secteurs de Deraa tenus par l'ASL,. Symboliquement, et alors que les rebelles sont toujours présents à l'intérieur de la ville, les soldats loyalistes hissent le drapeau officiel syrien sur la grande place du centre-ville,.
Le 14 juillet, les rebelles commencent à remettre leurs armes lourdes aux troupes du régime. Le lendemain, un premier convoi de 15 bus transportant 430 rebelles et civils quitte Deraa pour le gouvernorat d'Idleb au Nord,.

### Offensive de l'État islamique
Le 9 juillet, les troupes du régime syrien arrivent au contact de l'enclave tenue par l'État islamique. Dans le sud-ouest du gouvernorat de Deraa, l'organisation djihadiste contrôle alors toujours une poche, dont les combattants sont regroupés au sein de l'Armée Khalid ibn al-Walid. Les djihadistes se jettent à leur tour dans la bataille. Le 10 juillet, une voiture piégée explose dans le village de Zayzoun, tout près de la poche tenue par l'Armée Khalid ibn al-Walid ; l'attaque kamikaze est revendiqué par l'État islamique et tue au moins 14 miliciens loyalistes et combattants rebelles. Le même jour, la propagande de l'État islamique cesse d'utiliser le terme d'Armée Khalid ibn al-Walid, pour employer celui de « Wilayat Hauran ». Le 11 juillet, l'artillerie de l'État islamique pilonne le village de Zayzoun, tandis que l'aviation russe et l'artillerie syrienne loyaliste bombardent le village de Saham Jolan, tenu par l'EI,. Le même jour, les djihadistes attaquent le village de Hayt — ou Heet —, contrôlé par le régime mais encore occupé par les rebelles après la conclusion de l'« accord de réconciliation »,,. Les djihadistes font exploser deux VBIED. Les forces aériennes syriennes et russes bombardent les assaillants, mais au matin du 12 juillet la localité de Hayt est entre les mains de l'État islamique au terme de combats ayant fait au moins 16 morts chez les rebelles et 12 chez les djihadistes selon l'OSDH,.

### Offensive au nord-ouest de Deraa et dans le gouvernorat de Kuneitra
Après la prise de la ville de Deraa, le régime syrien contrôle alors 80 % du gouvernorat de Deraa et progresse contre les dernières zones tenues par les rebelles dans le nord-ouest du gouvernorat de Deraa et dans le gouvernorat de Kuneitra. Le 15 juillet, l'aviation syrienne commence à bombarder le gouvernorat de Kuneitra. Près d'al-Hara, des troupes du régime sont également prises en embuscade sur une colline par des djihadistes de Hayat Tahrir al-Cham qui abattent au moins douze soldats et miliciens,. Cependant l'aviation russe réplique par la suite et tue au moins 30 djihadistes selon l'OSDH,. La colline est reprise par les loyalistes le 16 juillet. Le même jour, les loyalistes reprennent sans combattre les localités d'al-Hara, Samlin et Zimrine, dans le cadre de l'accord de « réconciliation ». En revanche, ils doivent combattre pour reprendre le village d'al-Tiha aux rebelles. Selon l'OSDH, le régime contrôle alors 90 % du gouvernorat de Deraa, tandis que le bilan de l'ensemble des combats livrés les 15 et 16 juillet est d'au moins 43 morts chez les loyalistes, 48 chez djihadistes de Hayat Tahrir al-Cham et les rebelles, ainsi que 15 civils tués par les frappes aériennes.
Le soir du 17 juillet, Nawa, la dernière ville d'importance tenue par les rebelles dans la région, commence à être bombardée par l'aviation et l'artillerie loyalistes qui tuent au moins douze civils. Le lendemain, la ville de Nawa capitule,.
Le 19 juillet, les rebelles de Kuneitra concluent à un accord avec la Russie, semblable à celui conclu le 6 juillet par les rebelles de Deraa,,,. Les rebelles du Front du Sud acceptent de céder le gouvernorat de Kuneitra au régime contre un nouvel accord de « réconciliation » prévoyant la remise des armes lourdes et moyennes et le retour des institutions étatiques en échange d'un cessez-le-feu et d'une amnistie,,,. L'accord de « réconciliation » ne concerne pas les djihadistes de Hayat Tahrir al-Cham, qui doivent être évacués vers le gouvernorat d'Idleb, ainsi que les autres rebelles refusant l'accord,,,. 
Le 20 juillet, des évacuations de combattants et de civils vers le gouvernorat d'Idleb débutent. Ce premier convoi, transportant 2 800 personnes dont une moitié de femmes et d'enfants ainsi que des combattants, arrive à Morek le lendemain.
Dans la nuit du 21 au 22 juillet, plusieurs centaines de secouristes des Casques blancs et membres de leurs familles, menacés par le régime, sont évacués par l'armée israélienne en direction de la Jordanie,. Le matin du 22 juillet, l'armée israélienne annonce avoir effectué un « geste humanitaire exceptionnel » en procédant à cette évacuation à la demande des États-Unis et de certains pays européens. La Jordanie affirme quant à elle que ces Syriens seront transférés vers le Canada, l'Allemagne et le Royaume-Uni. Cependant, si la radio de l'armée israélienne annonce initialement avoir évacué 800 personnes, le gouvernement jordanien affirme par la suite que seulement 422 personnes sont arrivées sur son territoire,,. L'évacuation d'un groupe de Syriens s'avère avoir échoué « à cause de la situation sur le terrain » selon une source gouvernementale canadienne de l'AFP,. La direction des Casques blancs affirme quant à elle que 98 de ses membres ont été évacués avec 324 membres de leurs familles, mais que 650 autres Casques blancs sont toujours bloqués dans le sud de la Syrie et demandent à être évacués,. Le 26 juillet, le président syrien Bachar el-Assad menace les Casques blancs qu'il présente, comme à son habitude, comme une organisation terroriste : « Ou bien ils rendent les armes dans le cadre de l'amnistie en vigueur depuis quatre ou cinq ans, ou bien ils seront liquidés comme les autres terroristes ».
Le 21 juillet, les troupes du régime contrôlent tout le gouvernorat de Deraa, à l'exception de la poche tenue par l'État islamique au sud-ouest, et avancent vers le gouvernorat de Kuneitra et le plateau du Golan,. Le 26 juillet, l'armée syrienne entre dans la ville fantôme de Kuneitra et y hisse symboliquement le drapeau officiel syrien. Le lendemain, une cérémonie symbolique réunissant 300 personnes, soldats du régime, civils et quelques rebelles ayant accepté de déposer les armes, a lieu à Kuneitra, où l'assemblée hisse encore le drapeau national syrien en présence d'un portrait de Bachar el-Assad. Le 30 juillet, l'armée syrienne annonce avoir repris la totalité de la ligne de démarcation avec les forces israéliennes sur le plateau du Golan.

### Offensive loyaliste contre l'État islamique

Évolution dans le sud-ouest du gouvernorat de Deraa, en juillet 2018 :
Territoire contrôlé par le gouvernement syrien et ses alliés
Territoire contrôlé par l'État islamique
Territoire contrôlé par Israël
Territoire jordanien

Après la capitulation des rebelles, les troupes du régime syrien s'attaquent à la poche tenue par l'État islamique dans le sud-ouest du gouvernorat de Deraa. Le 20 juillet, les djihadistes s'emparent d'une dizaine de villages au nord de leur enclave, abandonnés par les rebelles. Le même jour, selon l'OSDH, des bombardements syriens et russes tuent au moins 26 civils, dont 11 enfants, dans la poche contrôlée par l'EI. Le 21 juillet, les loyalistes attaquent l'enclave par le côté Est. Les troupes du régime engagent notamment les Forces du Tigre, la 4e division blindée, le Liwa al-Quds, l'Armée de libération de la Palestine et d'anciens rebelles enrôlés. Les combats se concentrent alors à Tell Jamou' (arz), au nord-est de Tasil et à Jalin et Tall Ashtara, au sud-est de cette même ville,. Selon l'OSDH, au moins onze combattants du régime sont tués. Le 21 juillet, les loyalistes utilisent des missiles SS-21 Scarab, puis des munitions incendiaires à partir du 22. Cependant, les djihadistes parviennent à contenir l'offensive loyalistes à l'Est et poursuivent leur progression au Nord. À la date du 22 juillet, les djihadistes contrôlent 18 villages auparavant tenus par les rebelles de l'ASL.
Après l'échec de leurs offensives à l'Est, les loyalistes attaquent alors par le Nord. Cette fois leur progression est rapide et les 24 et 25 juillet, les djihadistes abandonnent les 18 villages qu'ils avaient pris aux rebelles,. Le 25 juillet, les troupes du régime avancent au nord-ouest et au sud-est de l'enclave. Craignant d'être pris à revers, les djihadistes abandonnent alors Tasil, Jalin, Tell Jamou' (arz), Hayt et toutes les localités à l'est de l'enclave,,,. Au 26 juillet, les loyalistes ont alors pris 26 villages à l'EI qui n'en contrôle plus que sept. 
L'État islamique rassemble alors le gros de ses forces à Shajarah, la dernière localité d'importance encore sous son contrôle dans la région. Les loyalistes et les ex-rebelles prennent le village de Jamlah le 28 juillet, puis Nafayah le 29 et Abidin le 30. Le 30 juillet, les djihadistes n'occupent plus que trois villages et les loyalistes entrent dans la localité de Shajarah,,. Le 31 juillet, Shajarah est entièrement sous le contrôle du régime. Tous les villages du bassin de Yarmouk sont reconquis par l'armée syrienne et environ 60 hommes de l'État islamique se rendent selon l'OSDH. Cependant, des ex-rebelles ralliés au régime exécutent sommairement des dizaines de djihadistes faits prisonniers, tandis qu'à un autre endroit deux autres ex-rebelles retournent leurs armes contre des combattants loyalistes et abattent douze d'entre-eux. Mais le même jour, après la conclusion d'un accord avec le régime, plusieurs centaines de combattants de l'État islamique sont évacués vers l'Est et le désert de la Badiya.
Une centaine de djihadistes accompagnés de civils fuient cependant vers des vallées près des villages de Beit Ara et Koya, à proximité de la Jordanie. Ces derniers tentent alors de négocier leur évacuation vers la Badiya en échange de la libération des 30 femmes et enfants druzes enlevés lors des attaques de Soueïda. Mais le 2 août de nombreux djihadistes se rendent : selon l'OSDH, au moins 80 hommes de l'État islamique déposent les armes, tandis que le média pro-régime Al-Masdars News fait état de plus de 200 prisonniers,,.
Le 2 août, l'armée israélienne annonce avoir mené des raids aériens contre un groupe de combattants de l'État islamique qui tentaient de s'infiltrer en territoire israélien,,. Elle affirme que sept djihadistes ont été tués et des ceintures d'explosifs récupérées,. L'OSDH confirme le raid et fait état d'au moins six morts et huit blessés pour les hommes de l'EI. Le même jour, l'armée jordanienne annonce également avoir tué plusieurs djihadistes qui tentaient de se rapprocher de la frontière. 
Les combats cessent le 2 août. L'armée russe, par la voix du général Sergueï Roudskoï, haut responsable de l'état-major, annonce alors que l'armée syrienne a repris entièrement le contrôle des gouvernorats de Deraa, Kuneitra et Soueïda, ainsi que la frontière entre la Jordanie et la Syrie.

### Tensions syro-israéliennes
Des incidents opposent l'armée syrienne et l'armée israélienne au cours de l'offensive. Ainsi le 24 juin, l'armée israélienne annonce avoir tiré un missile Patriot contre un drone syrien qui s'approchait de sa frontière, sans cependant l'atteindre. 
Le 11 juillet, la destruction d'un autre drone syrien par un missile Patriot israélien est suivi par le bombardement pendant la nuit de trois positions de l'armée syrienne, qui ne font cependant pas de blessé. 
Le 24 juillet, l'armée israélienne affirme avoir tiré des missiles Patriot et abattu un avion syrien de type Sukhoi après que ce dernier ait pénétré de deux kilomètres dans l'espace aérien israélien dans le plateau du Golan. Le régime syrien dément quant à lui que l'appareil visé ait survolé le territoire israélien,.
Le 25 juillet, deux roquettes ou obus de mortier tirés de Syrie atteignent le lac de Tibériade sans faire de victime, l'aviation et l'artillerie israéliennes ripostent à nouveau en bombardant le lanceur à partir duquel les roquettes avaient été tirées.
Le 23 juillet 2018, un responsable israélien déclare anonymement à l'agence Reuters que les autorités israéliennes ont rejeté une proposition russe visant à empêcher les forces iraniennes déployées en Syrie d'approcher à moins de 100 km du plateau du Golan, tenu par l'armée israélienne. Le 30 juillet, l'ambassadeur russe en Israël, Anatoly Viktorov, qualifie pour sa part de « non-réaliste » les exigences israéliennes d'expulser de Syrie les forces de l'Iran et de ses alliés. Le 2 août, l'émissaire du président russe en Syrie, Alexander Lavrentiev, déclare que les forces iraniennes et les milices chiites ont retiré leurs armes lourdes à 85 km de la ligne de démarcation avec les hauteurs du Golan contrôlées par Israël. La mesure est jugée insuffisante par Israël ; le ministre de la Coopération régionale, Tzachi Hanegbi, déclare que « La ligne rouge que nous avons établie est une intervention militaire et un ancrage de l’Iran en Syrie, pas nécessairement à nos frontières. [...] Il n’y aura ni compromis ni concession à ce sujet ». En revanche, l'État hébreu s'accommode du retour de l'armée syrienne ; le ministre israélien de la Défense, Avigdor Lieberman, déclare que « De notre point de vue, la situation semble revenir à un niveau semblable à celui d'avant la guerre civile, ce qui signifie qu'il y a un vrai interlocuteur, quelqu'un de responsable et un pouvoir central ».
Le 2 août 2018, pour la première fois depuis 2014, des Casques bleus patrouillent au point de passage de Kuneitra après un accord entre le régime syrien, la Russie et Israël. Le même jour, la Russie annonce le déploiement sur le plateau du Golan de huit postes d'observation de la police militaire.
Le 3 août, l'armée israélienne annonce la fermeture de son hôpital de campagne dans le plateau du Golan. Celui-ci avait pris en charge 6 800 Syriens entre août 2017 et août 2018, au cours de l'opération « Bon voisinage ». Le 13 septembre, l'armée israélienne annonce la fin officielle de l'opération « Bon voisinage ». Au cours des cinq années de sa mise en place, 4 900 civils syriens dont 1 300 enfants ont été traités dans des hôpitaux israéliens et 7 000 Syriens ont été soignés dans l'hôpital de campagne installé près de la ligne de démarcation sur le Golan.

## Pertes
Selon l'Observatoire syrien des droits de l'homme (OSDH), le bilan des combats livrés entre le 19 juin et le 17 juillet est d'au moins 185 loyalistes, 189 rebelles et 174 civils tués, dont 36 femmes et 35 enfants.
Du 19 au 31 juillet, les combats entre les troupes du régime syrien et l'État islamique font quant à eux au moins 110 morts chez les loyalistes, 297 chez les djihadistes et 62 civils dont dix femmes et onze enfants, selon l'OSDH.
Une enquête réalisée par Gregory Waters pour Bellingcat donne pour les combattants loyalistes un bilan de 56 décès signalés entre le 18 et le 30 juin 2018 et de 108 décès estimés entre le 18 juin et le 31 juillet 2018.

## Suites
Après le reconquête de la région de Deraa par le régime, 150 000 opposants commencent une procédure de « régularisation » censée les prémunir contre toute arrestation et accorder aux hommes âgés de 18 à 42 ans un délai de six mois avant d'être enrôlés dans l'armée. Selon Le Monde : « Les troupes pro-Assad se sont déployées sur les grands axes de communication, dans un grand nombre de villages, et ont confisqué les pièces d’artillerie et les blindés aux mains de leurs adversaires. Mais dans les principales localités, comme Deraa Al-Balad, Tafas, Busra Al-Sham ou Tal Shihab, moyennant le remplacement du drapeau de la révolution par la bannière du régime et le retour des fonctionnaires fidèles à Damas, les ex-rebelles ont pu conserver leurs armes légères et le petit pouvoir qui va avec ». La police militaire russe veille au respect des accords de « réconciliation », l'armée syrienne ne se déploie pas dans les quartiers sud de Deraa et dans les anciens villages rebelles, mais les Moukhabarat, les services de renseignements syriens, se réimplantent progressivement dans la région. Selon le Bureau de documentation des martyrs de Deraa, une organisation de défense des droits de l'homme continuant d'opérer clandestinement à l'intérieur du gouvernorat de Deraa, et le centre d’études Etana, proche de l'opposition et basé à Amman, en Jordanie, 160 à 180 personnes sont arrêtées entre la mi-juillet et la fin septembre 2018. Les raisons invoquées par les autorités syriennes sont celles de collaboration avec l'État islamique ou avec Israël, ou bien des crimes de droit commun. Des dizaines de personnes sont notamment arrêtées dans le plateau de Lajat, au nord de Deraa, accusées d'être impliquées dans les attaques de Soueïda, mais une partie d'entre-elles sont libérées après l'intervention de la police militaire russe. Des membres de l'opposition accusent cependant le régime de chercher à se débarrasser d'anciens cadres de la rébellion. En septembre 2018, une demi-douzaine d'anciens commandants rebelles ayant participé aux négociations sont arrêtés. Fin septembre 2018, Omar Al-Hariri, du Bureau de documentation de Deraa, déclare : « La situation est moins difficile que ce que l’on craignait, il n’y a pas eu d’exécution de masse ou de rafle de grande envergure. Les Russes jouent un rôle tampon relativement efficace ». La situation varie cependant en fonction des localités : celles prises d'assaut par les loyalistes pendant l'offensive restent contrôlées par les soldats et les miliciens du régime, tandis que dans celles qui avaient négocié leur capitulation et accepté l'« accord de réconciliation », les ex-rebelles assurent l'autorité locale avec une présence de la police militaire russe. En mai 2019, Human Rights Watch rapporte que plus de 230 personnes ont été arrêtées dans la région de Deraa depuis sa reconquête par le régime et sont depuis portées disparues. En juillet 2019, Le Monde évoque pour sa part 700 arrestations d'après des sources locales.
Le 15 octobre 2018, le poste frontière de Nassib rouvre après trois années de fermeture, soulageant l'économie de la Jordanie, de la Syrie et du Liban, et marquant une normalisation des relations entre Amman et Damas. Le poste frontière de Qouneitra, à la frontière israélo-syrienne, est également rouvert le même jour après quatre années de fermeture. Mais selon Le Monde, la région continue de souffrir de difficultés économiques : « L'aide humanitaire désormais envoyée depuis Damas n’a pas compensé l’arrêt des livraisons de nourriture et d’équipements médicaux organisées entre 2012 et 2018 depuis la Jordanie. Faute d’investissement de l’Etat, dont les coffres sont vides, les locaux doivent souvent payer de leur poche pour rétablir l’électricité dans leur village ou y réhabiliter l’école primaire ».
L'accord qui prévoyait que les ex-rebelles enrôlés dans l'armée ne puissent être déployés en dehors de la province de Deraa n'est pas respecté. Le régime convoque plusieurs milliers de jeunes de Deraa pour effectuer leur service militaire, au motif que la dispense consentie à l'été 2018 ne valait que pour six mois. Plusieurs anciens leaders de la rébellion appellent alors à la désobéissance civile. Le 10 mars 2019, des dizaines de personnes manifestent à Deraa contre la réinstallation d'une statue de Hafez el-Assad qui avait été déboulonnée en mars 2011,.
Le 15 novembre 2018, un mouvement clandestin de l'opposition, la « Résistance populaire », est fondé dans la région de Deraa par d'anciens combattants de l'Armée syrienne libre. Ces derniers mènent des embuscades, posent des engins explosifs et attaquent des checkpoints et des casernes tenus par les soldats du régime et les miliciens chiites,. Entre juin 2019 et février 2022, l'OSDH recense au moins 1 340 attaques ayant causé la mort d'au moins 980 personnes, dont 418 combattants pro-régime, 167 ex-rebelles, 37 hommes du 5e corps, 31 miliciens du Hezbollah ou de milices pro-iraniennes et 323 civils, dont 18 femmes et 26 enfants. Selon un rapport du Bureau des martyrs de Deraa, 1 000 tentatives d'assassinats ont lieu entre août 2018 et août 2021, dont 592 ont abouti. Les cibles principales sont anciens rebelles ayant rejoint les forces du régime (377 tentatives) et d'autres ne les ayant pas rejoint (235).

Situation dans le gouvernorat de Deraa en juillet 2021 :
Territoire contrôlé par le gouvernement syrien et ses alliés
Zone contrôlée par les rebelles
Zone contrôlée par les rebelles avec présence de l'armée syrienne

Le 16 mars 2021, un convoi de deux camions militaires et deux minibus en route pour arrêter un chef rebelle tombe dans une embuscade près du village de Mzirib. Au moins 21 soldats du régime sont tués et sept autres sont blessés.
En mai 2021, l'élection présidentielle est largement boycottée dans la région de Deraa et plusieurs manifestations anti-Assad sont observées,,. Le 25 juin, les forces du régime commencent à assiéger certains quartiers rebelles, coupant l’eau, l’électricité et les approvisionnements,. Selon L'Orient-Le Jour : « Cette manœuvre faisait suite à une réunion au cours de laquelle un policier militaire russe avait demandé au comité représentatif des habitants de Deraa que ces derniers restituent leurs armes légères en échange de plusieurs faveurs, comme le démantèlement des milices pro-Damas. Une proposition refusée par la population, qui pointait du doigt la violation de l’accord de réconciliation négocié par Moscou entre l’opposition et le gouvernement en juillet 2018 ».

## Annexe

### Vidéographie
- [vidéo] Syrie: les rebelles de Deraa prêts à l'offensive, AFP, 4 juin 2018.

### Reportages
- A Deraa, les jeunes révolutionnaires sont passés du graffiti aux armes, AFP, 16 juin 2018.
- Mohamad Abazeed, Dans le Sud syrien, des déplacés échoués près d'une frontière fermée, OLJ avec AFP, 3 juillet 2018.
- [vidéo] Evacuation des casques blancs syriens : les images de l’opération menée par Israël, Le Monde, 23 juillet 2018.